# Prisoners (Stargate SG-1)
Prisoners (Prisioneros) es el tercer  episodio de la segunda temporada de la serie de televisión de ciencia ficción Stargate SG-1. Corresponde al vigésimo quinto episodio de toda la serie.

## Trama
El SG-1 explorando un planeta aparentemente pobre, tratan de ayudar a un hombre que está siendo perseguido por "Toldor". Antes de poder irse con él, son transportados a un círculo de la luz donde varias voces los encuentran culpables de ayudar a un asesino (Daniel dice que "Toldor" significa la "Justicia"). Por estos crímenes el SG-1 es condenado de por vida al "Hadante", una prisión subterránea accesible solo por un Stargate que no tiene DHD.
Cuando llegan, Carter es atacada por otro interno, pero es salvada por otra interna, llamada "Línea", que parece ser muy temida allí. El SG-1 explora la prisión y decide luego que si encuentran una fuente de energía podrían marcar el portal manualmente.
Carter y Línea llegan a ser amigas y luego esta revela que ella puede crear fusión fría usando ingredientes orgánicos. Mientras en el SGC, el SG-3 dice al General Hammond lo que le pasó al SG-1 y que no serán liberados. Hammond intenta convencer a la gente dicho mundo de liberar al SG-1 pero no lo consigue.
Finalmente el SG-1 y Línea esperan hasta que llegue el alimento para distraer a los demás presos y entonces escapan hacia a P2A-509 donde saben que estaba el SG-3. Un desconocido interno logra escapar también. Piden prestado el transmisor del SG-3 para abrir el Iris y volver a la Tierra. Esperan que Linnea pueda tener un útil conocimiento, y Carter le muestra cómo manejar la computadora del SGC y le revela la existencia de la red de Puertas a las Estrellas y las direcciones que tienen. Ella utiliza luego un dispositivo manual para dejar a Carter inconsciente. El SG-3 captura al otro interno y lo trae a la Tierra. Él dice que Linnea es una peligrosa criminal apodada la "Destructora de Mundos", que creó una enfermedad que arrasó el planeta entero (al parecer para satisfacer su curiosidad científica). Una búsqueda inmediata en la base comienza para localizar a línea, pero ella ya está en el cuarto del Portal y ha trabado las computadoras para impedir interferencia.
Línea escapa a través de la puerta, dejando un mensaje en la computadora que dice "Todas las deudas ahora han sido pagadas". Él SG-1 se da cuenta de que ha liberado a una total asesina psicópata, dándole además acceso a centenares de mundos en la galaxia.

## Artistas invitados
- Bonnie Bartlett como Línea.
- Mark Acheson como Vishnor.
- Colin Lawrence como el Mayor Carl Warren.
- Andrew Wheeler como el Mayor Stan Kovacek.
- Michael Puttonen como Simian.
- David Bloom como Scavenger.
- Colleen Winton como la Dra. Greene.